# 黄博文
黄博文（1987年7月13日—），湖南省长沙市人，前中华人民共和国足球运动员，在球场上主要担任后腰或者中前卫的位置，防守稳健、中场组织能力出众，并且擅长大力远射。

## 职业生涯
2000年黄博文进入中国足球学校。2001年9月，黄博文进入北京国安少年队。
2004年黄博文就进入北京国安队一线阵容，同年5月26日在面对沈阳金德的比赛中当时年仅16岁317天的他打进了自己职业生涯的第一球并且创造了中国足球职业联赛的进球最小年龄的纪录。虽然这个纪录在2006年被曹赟定打破，但他现在仍然保持中国顶级联赛进球最小年龄的纪录。由于中国足协目前执行的新规定，18岁以下球员都不能注册参加职业联赛，因此黄博文的中国顶级联赛进球最小年龄纪录在未来一段时间都不可能被打破。
2008年他用自己的表现获得了中超联赛最佳新人奖，另外因在中超联赛中表现抢眼并入选中国国家男子足球队参加了2010年南非世界杯亚洲区预选赛。
2009年，黄博文随北京国安队获得了2009年中国足球超级联赛冠军。
2011年，黄博文进入了中国国家男子足球队出战亚洲杯足球赛的最终23人大名单，但没有获得出场机会。随后，没有选择与北京国安队续约，转投韩国K联赛全北现代队，并将为该队效力两年。2011赛季，黄博文是球队的中场主力，联赛出场20次打进2球，帮助球队获得K联赛冠军。2012赛季，受伤病困扰，黄博文联赛出场9次，亚冠联赛出场3次，各射进1球。
2012年7月7日，广州恒大正式宣布黄博文加盟球队。 8月11日，黄博文接达里奥·孔卡的传球头球破门，射进加盟广州恒大后的首个正式比赛进球，帮助广州恒大客场3比2击败杭州绿城。
2023年4月25日，黄博文宣布退役。

## 国家队进球
- 仅列出国际A级比赛进球

| 时间          | 地点   | 对手 | 比分 | 赛事               | 进球(累计) |
| ------------- | ------ | ---- | ---- | ------------------ | ---------- |
| 2009年1月9日  | 德黑兰 | 伊朗 | 1-3  | 友谊赛             | 1( 1)      |
| 2011年3月29日 | 武 汉  |      | 3-0  | 友谊赛             | 1( 2)      |
| 2016年3月29日 | 西 安  |      | 2-0  | 2018年世界盃外圍賽 | 1( 3)      |